# 井村淳
井村 淳（いむら じゅん、1932年3月21日 - 2013年11月21日）は、日本の人形劇俳優、演出家である。東京都新宿区出身。血液型はO型。
『できるかな』（NHK教育、1970年 - 1990年）にて、操演するキャラクター「ゴン太くん」を務め上げた。

## 主な出演作品

### テレビ
- できるかな（NHK教育） - ゴン太くん
- ヤンヤンムウくん（おかあさんといっしょ）-ムウくん